# Ітамар Ной
Ітамар Ной (івр. איתמר נוי, нар. 28 квітня 2001) — ізраїльський футболіст, півзахисник клубу «Маккабі» (Тель-Авів).

## Клубна кар'єра
Ной почав грати у футбол у місцевих футбольних командах, а у віці 14 років приєднався до молодіжної команди «Хапоель» (Бней-Лод). 12 вересня 2018 року він дебютував у старшій команді у програному з рахунком 0:3 матчі проти «Хапоеля» (Кфар Саба). Ной був у складі старшої команди до 10-го туру, а потім повернувся до молодіжної.
Влітку 2019 він приєднався на правах оренди до «Маккабі» (Петах-Тіква), де виступав виключно у складі молодіжної команди, а через рік повернувся до команди з Бней Лода, яка тоді грала у третьому дивізіоні, де провів ще один сезон.
Влітку 2021 він підписав контракт з «Хапоелем» (Ашдод) з другого дивізіоні. Ной грав за команду один сезон і став найкращим бомбардиром команди, забивши 12 голів у 35 іграх ліги.
Влітку 2022 року Ной підписав контракт з клубом «Ферст Вієнна» з Другої австрійської ліги. Він дебютував у новій команді в липні 2022 року, вийшовши у стартовому складі в першому турі чемпіонату проти клубу «Блау-Вайс» (Лінц). У тому матчі, який віденці виграли з рахунком 2:0, він одразу забив свій перший гол, зробивши рахунок 1:0. До кінця сезону він провів 26 матчів у другому дивізіоні, забивши чотири голи.
Влітку 2023 року Ной підписав контракт з «Хапоелем» з Хайфи з Прем'єр-ліги. 2 вересня він дебютував за команду в грі проти «Маккабі» (Петах-Тіква) 2:2, а 28 жовтня 2024 року забив свій дебютний гол за команду в матчі проти «Маккабі» (Нетанья) (0:3).
1 червня 2025 року Ной перейшов на правах вільного агента та підписав дворічний контракт з «Маккабі» (Тель-Авів).

## Національна збірна
Ной двічі зіграв за молодіжну збірну Ізраїлю. У травні 2025 року Ноя вперше викликали до основної збірної. Він дебютував 10 червня того ж року, вийшовши на заміну на 66-й хвилині в товариському матчі проти Словаччини.

## Особисте життя
Ной народився в релігійно-націоналістичній родині. Під час війни проти ХАМАСу його двічі призвали на службу в резерв медичного батальйону Північного командування.
Ной одружився у листопаді 2024 року. Пару одружив Ейтан Гонен, батько Ромі Гонен, яку викрали до Гази під час різанини на фестивалі Nova.